# Anatole Deibler
Anatole François Joseph Deibler (ur. 29 listopada 1863 w Rennes, zm. 2 lutego 1939 w Paryżu) – francuski kat. W czasie swej kariery ściął na gilotynie 395 osób. Zmarł na stacji metra w drodze na kolejną egzekucję.